# 봉명로
봉명로(Bongmyeong-ro)는 경상북도 봉화군 봉화읍 유곡삼거리에서 봉화군 명호면 도천삼거리 잇는 도로이다.

## 주요 경유지
경상북도
- 봉화군 (봉화읍 . 명호면)

## 노선
| 이름        | 접속 노선                    | 소재지 | 소재지 | 비고 |
| ----------- | ---------------------------- | ------ | ------ | ---- |
| 유곡삼거리  | 다덕로                       | 봉화군 | 봉화읍 |      |
| 금봉 교차로 | 국도 제36호선 (파인토피아로) | 봉화군 | 봉화읍 |      |
| 작고개      |                              | 봉화군 | 봉성면 |      |
| 봉성삼거리  | 상운로                       | 봉화군 | 봉성면 |      |
| 도천삼거리  | 국도 제35호선 (청량로)       | 봉화군 | 명호면 |      |

## 주요 시설및 건물
- 봉성초등학교 (봉명로 350/봉성리 526-1)
- 농협 봉화농협 봉성지점 (봉명로 551/봉성리 366-1)
- 봉화봉성우체국 (봉명로 558/봉성리 367-5)